# Marciszów
Marciszów (Duits: Merzdorf im Riesengebirge) is een dorp in de Poolse woiwodschap Neder-Silezië. De plaats maakt deel uit van de gemeente Marciszów.

## Verkeer en vervoer
- Station Marciszów